# Casuaris
|  | Per a altres significats, vegeu «Casuari». |

Els casuaris (en llatí Casuarii, en grec antic Κασουάριοι) o catuaris (llatí Cattuarii) eren un poble germànic probablement emparentats amb els cats.
Segons diu Tàcit vivien al darrere, és a dir, a l'est dels brúcters. És una informació poc precisa que no ajuda a situar en quin lloc de Germània vivien, cosa que tampoc aclareix Claudi Ptolemeu, que diu que vivien al sud dels sueus. Se suposa que ocupaven la regió situada entre els rius Ruhr, Lippe i Rin. Si bé se'ls identifica amb la tribu dels catuaris (una de les dels cats) mai no van estar aliats a aquest poble sinó que ben al contrari eren aliats dels seus enemics, els queruscs. Més tard es van establir a Gelderland i es van integrar a la confederació dels francs.